# Tepidarium

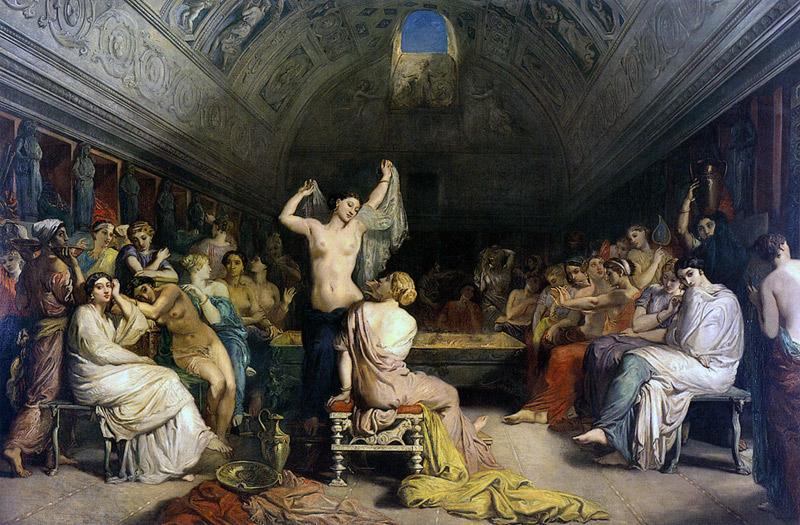
W rzymskim tepidarium (mal. Théodore Chassériau, 1853)

Tepidarium – ogrzewana podłogowo sala z ciepłą wodą przeznaczona do wypoczynku w starożytnych termach rzymskich. Charakteryzuje się bezpośrednim promieniowaniem ze ścian i podłóg ciepła mającego wpływ na organizm.
W łaźniach Rzymian tepidarium stanowiło centralną halę otoczoną innymi pomieszczeniami. Było prawdopodobnie pierwszym z odwiedzanych przez kąpiących się miejsc i stanowiło swoisty wstęp do dalszych gorących (caldarium) bądź zimnych (frigidarium) kąpieli. Tepidarium wyróżniało się najbogatszymi zdobieniami pośród innych pomieszczeń łaźni. Znanym przykładem jest odkryte na terenie Pompei tepidarium nakryte półkolistym sklepieniem kolebkowym, zdobione reliefami w stiuku, otoczone ściennymi wnękami oddzielonymi od siebie atlantami.
Zabytki pochodzące z tepidariów znajdują się w muzeum w Watykanie oraz Neapolu, gdzie umieszczono je w 1546 na polecenie Pawła III.